# Flavigny (Cher)
Flavigny és un municipi francès, situat al departament de Cher i a la regió de Centre – Vall del Loira. L'any 2007 tenia 197 habitants.

## Demografia

### Població
El 2007 la població de fet de Flavigny era de 197 persones. Hi havia 80 famílies, de les quals 16 eren unipersonals (8 homes vivint sols i 8 dones vivint soles), 36 parelles sense fills, 24 parelles amb fills i 4 famílies monoparentals amb fills.
La població ha evolucionat segons el següent gràfic:
Habitants censats

### Habitatges
El 2007 hi havia 129 habitatges, 83 eren l'habitatge principal de la família, 30 eren segones residències i 16 estaven desocupats. 127 eren cases i 1 era un apartament. Dels 83 habitatges principals, 70 estaven ocupats pels seus propietaris i 13 estaven llogats i ocupats pels llogaters; 1 tenia una cambra, 6 en tenien dues, 18 en tenien tres, 23 en tenien quatre i 34 en tenien cinc o més. 63 habitatges disposaven pel capbaix d'una plaça de pàrquing. A 34 habitatges hi havia un automòbil i a 38 n'hi havia dos o més.

### Piràmide de població
La piràmide de població per edats i sexe el 2009 era:
| Homes | Edats   | Dones |
| ----- | ------- | ----- |
| 0     | 95 o +  | 0     |
| 0     | 90 a 94 | 0     |
| 0     | 85 a 89 | 0     |
| 4     | 80 a 84 | 4     |
| 8     | 75 a 79 | 4     |
| 8     | 70 a 74 | 4     |
| 8     | 65 a 69 | 8     |
| 0     | 60 a 64 | 8     |
| 4     | 55 a 59 | 12    |
| 4     | 50 a 54 | 8     |
| 4     | 45 a 49 | 0     |
| 8     | 40 a 44 | 12    |
| 8     | 35 a 39 | 4     |
| 4     | 30 a 34 | 4     |
| 8     | 25 a 29 | 12    |
| 4     | 20 a 24 | 0     |
| 0     | 15 a 19 | 8     |
| 4     | 10 a 14 | 20    |
| 4     | 5 a 9   | 8     |
| 0     | 0 a 4   | 8     |

## Economia
El 2007 la població en edat de treballar era de 116 persones, 82 eren actives i 34 eren inactives. De les 82 persones actives 77 estaven ocupades (38 homes i 39 dones) i 5 estaven aturades (1 home i 4 dones). De les 34 persones inactives 9 estaven jubilades, 12 estaven estudiant i 13 estaven classificades com a «altres inactius».

### Ingressos
El 2009 a Flavigny hi havia 83 unitats fiscals que integraven 187,5 persones, la mediana anual d'ingressos fiscals per persona era de 16.791 €.

### Activitats econòmiques
Dels 7 establiments que hi havia el 2007, 2 eren d'empreses de construcció, 2 d'empreses de comerç i reparació d'automòbils, 1 d'una empresa d'hostatgeria i restauració, 1 d'una empresa immobiliària i 1 d'una empresa de serveis.
Dels 3 establiments de servei als particulars que hi havia el 2009, 1 era un guixaire pintor, 1 electricista i 1 agència immobiliària.
L'any 2000 a Flavigny hi havia 6 explotacions agrícoles.

## Poblacions properes
El següent diagrama mostra les poblacions més properes.